# Аделард (Сполето)
Аделард (Adelard, Adalhard, Adalard, на латински: Adalhardus, † август 824) е пфалцграф през 823 г. и херцог на Сполето от март до август 824 г.
Той става херцог през март 824 г. след смъртта на Супо I Сполетски, но след пет месеца умира и е последван от сина на Супо I, Мауринг.